# Sune – Mission Midsommer
Sune – Mission Midsommer er en svensk familiefilm fra 2021 instrueret af Erland Beskow. Filmen, der er baseret på Sune-serien af Anders Jacobsson og Sören Olsson, efterfulgte Sune – Best Man fra 2019.

## Handling
Sunes familie skal fejre midsommer hos tante Hulda. Sophies familie er også inviteret, men lige inden familierne skal afsted, siger Sophie til Sune, at hun vil slå op med ham. Sune beslutter sig derefter at gøre alt, hvad han kan, for at få Sophie tilbage. Han planlægger, at de skal fejre en virkelig romantisk midsommer, ligesom hans forældre gjorde for 20 år siden. Udfordringen er bare, om Sune tror for meget på, at alting skal være godt på hans måde og ikke sådan, som andre gerne vil have det.

## Medvirkende
- Elis Gerdt som Sune
- Baxter Renman som Håkan
- Tea Stjärne som Anna
- Fredrik Hallgren som Rudolf
- Sissela Benn som Karin
- Lily Wahlsteen som Sophie
- Olle Sarri som Ragnar
- Sanna Sundqvist som Yvonne
- Göran Ragnerstam som Tobias
- Ana Gil de Melo Nascimento som Michelle
- Jacob Andreas som Rom com-Tom
- Sahlene som Rom com-Meg